# نافيليرا
نافيليرا (بالكورية: 나빌레라)؛ هو مسلسل كوري جنوبي من بطولة سونغ كانغ ونا مون هي، تم عرض المسلسل على قناة تي في إن في الفترة بين 22 مارس حتى 27 أبريل 2021.

## روابط خارجية
نافيليرا على موقع IMDb (الإنجليزية)
- نافيليرا على موقع نتفليكس (الإنجليزية)
- نافيليرا على موقع كينوبويسك (الروسية)
- نافيليرا على موقع قاعدة بيانات الفيلم (الإنجليزية)